# Przeprosiny
Przeprosiny – forma wyrażenia żalu za wyrządzoną krzywdę w celu zażegnania konfliktu.
Jest to akt mowy skierowanej do odbiorcy, dokonujący naprawienia wykroczenia za które mówca ponosi odpowiedzialność. Przeprosiny zatem mają przywrócić równowagę pomiędzy nadawcą i odbiorcą.

## Historia wyrazu „przepraszać”
Przykłady użycia słowa „przepraszać” pochodzą z XIV wieku, jednak do sfery powszechnej obyczajowości weszło w XVII wieku. Zatarło się wówczas rozróżnienie znaczeniowe słów „przepraszam” i „wybacz”, które pełniły dawniej różne funkcje: użycie słowa „przepraszam” ograniczano do tłumaczenia wyłącznie przeszłych czynów, „wybacz” zaś odnosiło się zarówno do czynów przeszłych, jak i przyszłych. Wraz z rozwojem języka polskiego, wyraz „przepraszać” stosowano w języku prawniczym jako formułę ubiegającą złożenie pozwu przez pokrzywdzonego. Przepraszanie wiązało się z konkretną wartością. Natomiast stosowanie wyrazu „wybacz” w XVI wieku kierowane było przez kata do ofiary i było prośbą o wybaczenie krzywdy, która następnie  miała być wyrządzona. 

## Przeprosiny w różnych kulturach
W Chinach przeprosiny uważane są za cnotę, nie stanowią zaś przyznania się do winy. Amerykanie przeprosiny traktują jako przyznanie się do nagannego uczynku, natomiast Japończycy nie wiążą przeprosin z poczuciem winy – jest to jedynie wyraz chęci naprawienia szkody wyrządzonej wzajemnym relacjom. Japończycy przepraszają częściej niż Amerykanie.